# Алергени у пекарству
Алергени у пекарству су специфичне материја која унете у организам пекара, млинара посластичара, током обављања њихове делатности, изазивају алергијску реакцију. Тешко их је при уобичајеном начину рада избећи јер су свуда у радној средини у пекарама, посластичарама, млиновима итд.

## Опште информације
Први пут је уочена појава специфичних алергијских манифестација међу пекарским радницима, још у античком периоду. Из тог периода постоје анегдотски извори који описују, неку врсту пекарске астме код римских робова који су радили у пекарама, и од ње се штитили користећи тканину као примитивни респиратор (којим су штитили лице и дисајне путеве), како би спречили отежано дисање, након директног излагања дисајних путева удисањем честица брашна из ваздуха.
За ову људску делатност најновија истраживања су показала да сем брашна, који се сматрао јединим кривцем за бројне алергије у пекарству, да и многи други агенси у брашну и друге компоненте у прашини пекара изазивају формирање ИгЕ антитела, са пратећом алергијском реакцијом.

## Вресте алергена у пекарству

### Брашно
Специфична ИгЕ антитела која се најчешће јављају код пекарских радника и изазивају пекарску астму или ринитиса су специфичне беланчевине житарица као што су пшеница, раж или јечам (табела 1). Ове врсте су таксономски блиско повезане и међу њима постоји јака укрштена антигеност.
Постоји много протеина брашна са капацитетом алергена; чак 40 је описано у пшеници, од којих је 20 укрштено са ражом. 6, 7 
Трава је такође таксономски повезана са житарицама, а косензибилизација и унакрсна реактивност између брашна и траве житарица разматра се у пекарској астми. 
Друга, нежитна брашна, као што су соја и хељда, такође су пријављена као сензибилизатори у пекарама и сродним предузећима.

### Ензими
Од седамдесетих година 20. века, различити ензими се додају у брашно да би се побољшао процес печења. Иако се ензими користе у малим количинама (обично мг/кг брашна), могу изазвати сензибилизацију и астму пекара. 
Најчешћи ензим је α-амилаза гљивичног порекла. Употреба α-амилазе варира између земаља и пекара - у неким предузећима се амилаза рутински додаје у брашно, у другим се користи само за неке производе, а у неким се уопште не користи.
Стопе сензитизације за гљивичну а амилазу варирају у различитим студијама и зависе од количине амилазе која се користи у различитим испитиваним популацијама.

### Други алергени
Пекара је сложено окружење са мноштвом потенцијалних сензибилизатора, а постоје и случајеви пекарске астме узроковане плеснима, квасцем, јајима, семеном сусама, орашастим плодовима и инсектима, као алергенима. 
Појава сензибилизације на ове врсте алергене је мање позната од оних узрокованих брашном или ензимима од житарица и чини се да су у већини случајева од маргиналног значаја за појаву алергијских болести у пекарству. Међутим, треба их имати на уму у клиничким разматрањима ако се не пронађе сензибилизација на уобичајене пекарске алергене. 
Иако су својевремено гриње које настају у пекарским складиштима предложене као пекарски алерген, недавно су одбачене јер је утврђено да је стопа сензитизације у пекарству слична као она у општој популацији.

## Алергени повезани са пекарском астмом и алергијском кијавицом.[6]
| Текст наслова    | Текст наслова                                                                |
| ---------------- | ---------------------------------------------------------------------------- |
| Житна брашна     | Пшеница, раж, јечам, хмељ, пиринач, кукуруз                                  |
| Нежитна брашна   | Хељда, сојино брашно                                                         |
| Ензими           | Алфа амилаза, целулоза, ксиленаза, папаин, друге протеазе, глукозна оксидаза |
| Орашасти плодови | Бадем, лешник, орах                                                          |
| Боја             | Кармин црвена                                                                |
| Зачини           |                                                                              |
| Јаја у праху     |                                                                              |
| Млеко у праху    |                                                                              |
| Плесни и квасци  | Alternaria, Aspergillus.                                                     |
| Семе сусама      |                                                                              |
| Инсекти          | Tribolum confusum, Ephestia kuehnilla, Blatella spp, Sitophilus granarius.   |